# Chaetodon oxycephalus
Chaetodon oxycephalus är en fiskart som beskrevs av Bleeker, 1853. Chaetodon oxycephalus ingår i släktet Chaetodon och familjen Chaetodontidae. IUCN kategoriserar arten globalt som livskraftig. Inga underarter finns listade i Catalogue of Life.